# پاتوم تانی
پاتوم تانی (به لاتین: Pathum Thani) یک شهرک در تایلند است که در استان پاتوم تانی واقع شده‌است. پاتوم تانی ۱۸٬۳۲۰ نفر جمعیت دارد.